# وودبرن (کنتاکی)
وودبرن (به انگلیسی: Woodburn) شهری در ایالت کنتاکی کشور ایالات متحده آمریکا است که جمعیت آن در سرشماری سال ۲۰۱۰ میلادی، ۳۵۵ نفر بوده‌است.